# Jacob II de Tarse
Jacob ou Hacob II de Tarse (en arménien Հակոբ Բ Անավարզեցի) est Catholicos de l'Église apostolique arménienne de 1327 à 1341  puis de 1355 à 1359.

## Biographie
Jacob est le neveu de l’un de ses prédécesseurs, le Catholicos Grégoire VII d'Anazarbe.
Conscient de la faiblesse de la situation du royaume arménien de Cilicie entouré de puissances musulmanes hostiles, le roi Léon IV d'Arménie, pour obtenir des secours de l’Occident, multiplie les preuves de soumission envers les Papes d’Avignon Jean XXII et Benoît XII. Il favorise l’implantation des Frères Unis de saint Grégoire, un ordre affilié aux Dominicains.
Le Catholicos Jacob II refuse cependant de se soumettre à la Papauté dans les domaines disciplinaire et théologiques. Le conflit avec le roi s’envenime au point que le Catholicos menace d'excommunier le roi, qui réplique en 1341 en le déposant pour le remplacer par Mékhitar Ter Mukhik, originaire du village de Curnah.
Lorsqu’en 1347, le nouveau roi Constantin V d'Arménie, qui a été porté au pouvoir par le parti anti-latin, doit se résoudre à donner lui aussi des gages à la Papauté d'Avignon, il envoie en émissaire la personne de l’ex-Catholicos Jacob de Tarse. À son retour en Cilicie, le Catholicos  Mékhitar Ier étant mort, Jacob II est élu une seconde fois Catholicos. Il meurt en 1359 après un nouveau règne de quatre années.